# Вагнер, Конрад Эдуардович
Конрад Эдуардович Вагнер (17 июля 1862, Прашка, Опольское воеводство — 1950, Калиш, Познанское воеводство) — российский терапевт, заслуженный профессор Московского университета, действительный статский советник.

## Биография
Происходил из обер-офицерских детей. После окончания Виленской гимназии (1880) поступил на естественное отделение физико-математического факультета Санкт-Петербургского университета, на котором проучился два года и перевёлся в Медико-хирургическую академию, которую окончил со степенью лекаря с отличием в 1886 году. Оставленный при академии, был в 1886—1889 годах ординатором пропедевтической клиники профессора В. А. Манассеина, под руководством которого защитил в 1889 году докторскую диссертацию «Материалы к клиническому изучению колебаний в свойствах желудочного сока (Влияние покоя, движения, физической работы и сна».
В период 1889—1891 годов стажировался за границей, работал в Париже у И. И. Мечникова и Э. Ру. После возвращения в Россию, в 1891 году был назначен приват-доцентом Санкт-Петербургской клиники внутренних болезней Медико-хирургической академии: читал курс «клиники и врачебной диагностики». Одновременно работал в лабораториях И. П. Павлова и М. В. Ненцкого в Институте экспериментальной медицины. 
В 1897 году избран ординарным профессором Киевского университета и по 1913 год преподавал на медицинском факультете университета: заведующий кафедрой врачебной диагностики (с 1897), заведующий кафедрой госпитальной терапевтической клиники (с 1903). Был одним из организаторов в Киеве Общества скорой медицинской помощи; с 1909 года — его председатель.
В 1913 году возглавил кафедру врачебной диагностики Московского университета; с 1916 года — заслуженный профессор Московского университета. Его московский адрес: Трубниковский переулок, 26. 
После революции 1917 года переехал в Крым, где в конце 1918 года был избран профессором факультетской терапевтической клиники Таврического университета. В январе 1920 года эмигрировал из России; был консультантом при раненых и больных армии генерала П. Н. Врангеля, затем — директором организованной им поликлиники русских врачей в Каире. С момента основания в 1922 году Королевского медицинского общества в Каире К. Э. Вагнер состоял членом его правления, а с 1928 года — вице-председателем.
В 1931 году он переехал в Варшаву; после Второй мировой войны жил в течение короткого времени в Петрокове, затем переехал в Калиш, где и умер около 1950 года.

## Избранные труды
- Материалы по клиническому изучению колебаний в свойствах желудочного сока. Дисс. — СПб., 1888
- Contribution à l'étude de l'immunité; le charbon des poules. — Ann. de l'Inst. Pasteur 4, 1890. — ss. 570—602
- Ответ на замечания д-ра С. Минца по поводу моей статьи «О способе, предложенном Winter'ом для анализа желудочного сока», 1891
- Как приобретаются болезни желудка. — Санкт-Петербург: К. Л. Риккер, 1893
- Как часто встречаются случаи с отсутствием соляной кислоты в желудке? — [Санкт-Петербург]: тип. М-ва пут. сообщ., 1894
- Краткий очерк учения гомеопатов. — Санкт-Петербург: тип. инж. Г.А. Бернштейна, 1895
- Как уберечься от заразных болезней? — Санкт-Петербург: К. Л. Риккер, 1898
- О значении бактериологии в деле распознавания внутренних болезней. — Киев: тип. Имп. Ун-та св. Владимира Н.Т. Корчак-Новицкого, 1898
- О значении бактериологии в деле распознавания внутренних болезней. — Санкт-Петербург: тип. Я. Трей, 1898
- Случай из практики. — Киев: тип. Имп. Ун-та св. Владимира Н.Т. Корчак-Новицкого, [1899]
- К казуистике сифилитических поражений сердца с значительным расширением легочной артерии. — 1901
- Zur Frage der eosinophilen Leukocytose bei Echinokokkus der inneren Organe. — Centralblatt für innere Medizin 29, 1908. — ss. 129—144
- К вопросу о сужении и закрытии просвета верхней полой вены. — 1914
- О нуждах Ессентукской группы Кавказских минеральных вод. — Петроград: тип. М-ва пут. сообщ. (т-ва И.Н. Кушнерев и К°), 1916
- Przypadek pierwotnej błonicy palca. Medycyna 5 (23),1931. — ss. 785—787
- Przyczynki do symptomatologii zwężenia i zamknięcia światła górnej żyły głównej. Polska Gazeta Lekarska 11 (4, 5), 1932. — ss. 61—65, 81—85
- Wskazania i wartości lecznicze Heluanu (w Egipcie). Medycyna 7 (13), 1933. — ss. 397—403
- O czerwonce pełzakowej i jej leczeniu na podstawie spostrzeżeń w Egipcie. Medycyna 9 (18), 1935. — ss. 597—605

## Источник
- Волков В. А., Куликова М. В. Московские профессора XVIII — начала XX веков. Естественные и технические науки. — М.: Янус-К; Московские учебники и картолитография, 2003. — С. 46. — 294 с. — 2000 экз. — ISBN 5—8037—0164—5.
- Петров Ф. А. ВАГНЕР Конрад Эдуардович // А. Ю. Андреев, Д. А. Цыганков Императорский Московский университет: 1755—1917 : энциклопедический словарь. — М.: Российская политическая энциклопедия (РОССПЭН), 2010. — С. 111. — ISBN 978-5-8243-1429-8.